# Gnypeta brincki
Gnypeta brincki es una especie de escarabajo del género Gnypeta, tribu Oxypodini, familia Staphylinidae. Fue descrita científicamente por Palm en 1966.
Se distribuye por Noruega, Suecia, Canadá y los Estados Unidos. La especie se mantiene activa durante los meses de enero, abril, junio, julio, septiembre y octubre.